# Lys-lez-Lannoy

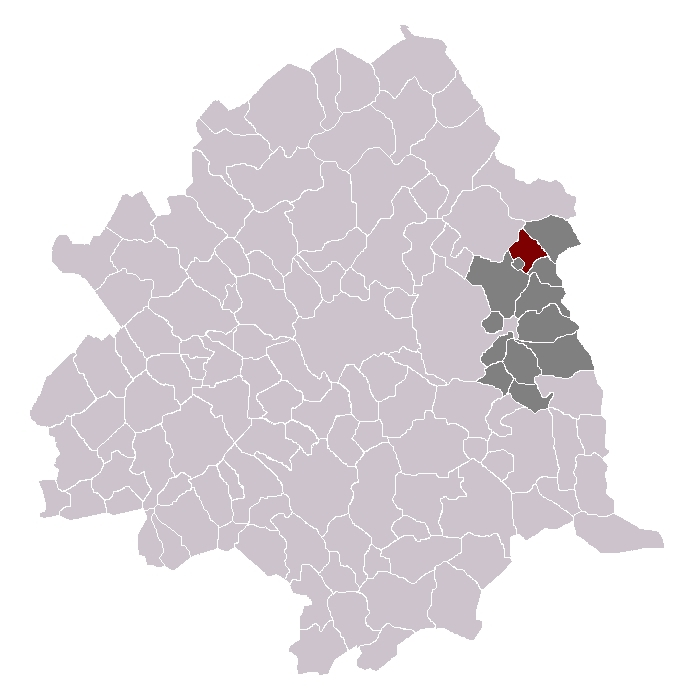
Ubicació del Lys-lez-Lannoy dins del cantó i el districte

Lys-lez-Lannoy és un municipi francès, situat a la regió dels Alts de França, al departament del Nord. L'any 2006 tenia 12.632 habitants. Limita al nord-oest amb Roubaix, al nord-est amb Leers, al sud-oest amb Lannoy i Hem, i al sud-est amb Toufflers.

## Demografia
| Evolució de la població Ehess i INSEE |      |      |      |      |       |       |       |       |
| 1793                                  | 1800 | 1806 | 1821 | 1831 | 1836  | 1841  | 1846  | 1851  |
| 750                                   | 407  | 659  | 903  | 958  | 1 072 | 1 171 | 1 375 | 1 349 |

| 1856  | 1861  | 1866  | 1872  | 1876  | 1881  | 1886  | 1891  | 1896  |
| ----- | ----- | ----- | ----- | ----- | ----- | ----- | ----- | ----- |
| 1 484 | 1 700 | 1 983 | 2 480 | 3 027 | 3 773 | 4 295 | 4 892 | 5 604 |

| 1901  | 1906  | 1911  | 1921  | 1926  | 1931  | 1936  | 1946  | 1954  |
| ----- | ----- | ----- | ----- | ----- | ----- | ----- | ----- | ----- |
| 6 225 | 6 544 | 6 648 | 6 292 | 6 919 | 7 278 | 6 950 | 6 556 | 6 746 |

| 1962  | 1968   | 1975   | 1982   | 1990   | 1999   | 2006 | 2011 | 2016 |
| ----- | ------ | ------ | ------ | ------ | ------ | ---- | ---- | ---- |
| 6 943 | 10 410 | 10 984 | 11 077 | 12 300 | 13 018 | -    | -    | -    |

| 2019 | - | - | - | - | - | - | - | - |
| ---- | - | - | - | - | - | - | - | - |
| -    | - | - | - | - | - | - | - | - |

## Administració
| Període   | Identitat           | Partit |
| --------- | ------------------- | ------ |
| 1958-1983 | André Desmulliez    | PS     |
| 1983-1995 | Maurice Codron      | RPR    |
| 1995-2008 | Daniel Chabasse     | UDF    |
| 2008-     | Josiane Willoqueaux | PS     |